# Teoria do seletorado
Na teoria do Seletorado, três grupos de pessoas afetam líderes. Estes grupos são o seletorado nominal, o seletorado real, e a coalizão vencedora. O seletorado nominal, também conhecido como os permutáveis, inclui todas as pessoas que tem algo a dizer na escolha do líder (por exemplo, em uma eleição presidencial americana, todos os eleitores registrados). O seletorado real, também referido como os formadores de opinião, são aqueles que realmente escolhem os líderes (por exemplo, em uma eleição presidencial americana, essas pessoas que depositam um voto). A coalizão vencedora, também conhecido como os essenciais, são aqueles cujo apoio se traduz em vitória (por exemplo, em uma eleição presidencial americana, os eleitores que dão a um candidato 270 votos eleitorais).
A premissa fundamental na teoria do seletorado é que o objetivo principal de um líder é manter-se no poder. Para permanecer no poder, os líderes devem manter sua coalizão vencedora. Quando a coalizão vencedora é pequena, como em autocracias, o líder tenderá a usar bens privados para manter a coalizão. Quando a coalizão vencedora é grande, como nas democracias, o líder tenderá a usar bens públicos para satisfazer a coalizão.